# Pharmacological Research
Pharmacological Research, abgekürzt Pharmacol. Res., ist eine wissenschaftliche Fachzeitschrift, die im Elsevier-Verlag erscheint. Es ist die offizielle Zeitschrift der „Società italiana di farmacologia“ (Italienischer Gesellschaft für Pharmakologie) und der Chefredakteur ist E. Clementi (Università degli Studi di Milano). Sie wurde 1969 als Pharmacological Research Communications gegründet und änderte 1989 ihren Titel in die heutige Form. Jährlich erscheinen zwölf Ausgaben mit Arbeiten aus allen Bereichen der Pharmakologie.
Der Impact Factor lag im Jahr 2014 bei 4,408. Nach der Statistik des ISI Web of Knowledge wird die Zeitschrift mit diesem Impact Factor in der Kategorie Pharmakologie und Pharmazie an 28. Stelle von 254 Titeln geführt.